# Ponson-Debat
Pour les articles homonymes, voir Ponson et Debat.
Ponson-Debat est une ancienne commune française du département des Pyrénées-Atlantiques. Le 30 décembre 1844, la commune fusionne avec Pouts pour former la nouvelle commune de Ponson-Debat-Pouts.

## Géographie
Ponson-Debats est située à l'extrême est du département et à vingt-cinq kilomètres de Pau.

## Toponymie
Le toponyme Ponson-Debat apparaît sous les formes 
Ponzo (XIIe siècle, d'après Pierre de Marca), 
Ponsoo-Jusoo (1376, montre militaire de Béarn), 
Ponso-Debag et Ponsoo-Debat (respectivement 1385 et 1402, censier de Béarn), 
Ponssoo-Dejus (1487, registre des Établissements de Béarn), 
Ponsson-Debag et Ponso-Debaig (respectivement 1546 et 1614, réformation de Béarn), 
Pouson-Debat (1793 ou an II) et 
Pouson-de-Bas (1901, Bulletin des lois).

## Histoire
Paul Raymond note qu'en 1385, Ponson-Debat comptait quinze feux et dépendait du bailliage de Montaner.

## Démographie
| 1793 | 1800 | 1806 | 1821 | 1831 | 1836 |
| ---- | ---- | ---- | ---- | ---- | ---- |
| 144  | 138  | -    | 147  | 159  | 158  |

## Culture et patrimoine

### Patrimoine civil
La commune présente un ensemble de fermes des XVIIIe et XIXe siècles.

### Patrimoine religieux
L'église Saint-Orens date partiellement du XIIe siècle.
Elle recèle du mobilier enregistré à l'Inventaire général du patrimoine culturel.

## Pour approfondir